# The Pink Mice
The Pink Mice (Kurzform: Pink Mice) war eine deutsche progressive Klassik-Rock-Band, die sich zwischen 1970 und 1974 im Sog des Erfolges vom Emerson, Lake and Palmer als Ableger der Hamburger Band Lucifer’s Friend bildete und zwei in Deutschland erfolgreiche Langspielplatten mit Rockadaptionen klassischer Musik aufnahm.
Die Musiker Peter Hecht (Keyboards), Dieter Horns (Bass), Peter Hesslein (Gitarre) und Hans-Joachim Rietenbach (Schlagzeug) waren mit ihrer Gruppe Lucifer’s Friend dafür bekannt, auf jedem Album ihren Stil zu ändern und dabei Vorbildern wie Led Zeppelin oder Black Sabbath zu folgen. Deshalb überraschte es nicht, dass sie sich ab Mitte 1970 ebenso im Bereich des Klassik-Rock mit Instrumentalmusikstücken profilierten. Schnell erschien ihr erstes Album „The Pink Mice in Action“ (1971) auf dem EUROPA-Schallplattenlabel und setzte in Deutschland den Trend für später erfolgreiche Bands wie Triumvirat.
Zwar scheuten sich The Pink Mice nie davor, bekannte Titel von The Nice („Brandenburger“) oder Emerson, Lake and Palmer („Nutcracker“) nochmals einzuspielen, jedoch war die Mehrzahl der Titel auf „The Pink Mice in Action“ und dem Nachfolgealbum „The Pink Mice in Synthesizer Sound“ (1972) eigenständig erarbeitet und brauchte den Vergleich mit den Konkurrenten, zu denen auch Ekseption zu zählen ist, nicht zu scheuen.
Da mit The Pink Mice allerdings doch nicht so viel Geld zu verdienen war, um davon leben zu können, lösten Hecht, Horns, Hesslein und Rietenbach die Band auf und spielten im weiteren Verlauf der 1970er-Jahre weiter bei Lucifer’s Friend und waren sogar im Orchester James Last aktiv, um sich den Lebensunterhalt zu sichern. Hesslein war von 1973 bis 1976 sowie von 1981 bis 1984 Mitglied des Panikorchesters von Udo Lindenberg, dazwischen ab 1978  als Studiomusiker für Ted Herold tätig. Außerdem wurde er zum erfolgreichen Musikproduzenten und war u. a. zwischen 1975 und 1977 für die ersten drei Studioalben von Marius Müller-Westernhagen verantwortlich.

## Diskografie
- The Pink Mice in Action (1971, LP)
- The Pink Mice in Synthesizer Sound (1972, LP)
- The Pink Mice (2006, CD mit den Alben „The Pink Mice in Action“ und „The Pink Mice in Synthesizer Sound“)